# Усадьба Альбрехтов в Котлах
Усадьба Альбрехтов — старинная усадьба, принадлежавшая русскому дворянскому роду Альбрехтов. Расположена в деревне Котлы Кингисеппского района Ленинградской области.
Основана в XVIII веке. Является памятником архитектуры федерального значения.

## История
В 1730 году Котлы и несколько близлежащих деревень были пожалованы императрицей Анной Иоанновной генерал-майору Людвигу фон Альбрехту (он же Иван Иванович Альбрехт) за помощь в воцарении её на российский престол. В 1760-х годах усадьба перешла по наследству полковнику Льву Ивановичу Альбрехту. При нём в 1768 году был построен первый господский дом и деревянная Никольская церковь. У стен храма построен родовой склеп Альбрехтов. В 1784 году на месте старого деревянного храма сооружена каменная часовня.
Следующим владельцем усадьбы стал полковник Иван Львович Альбрехт. Во время его владения усадьбой были заложены пейзажный парк и фруктовый сад, проложена лестница к пруду, а в 1836 году перестроен господский дом. Новое двухэтажное здание было выполнено в стиле классицизма и имело два фасада. Парадный фасад украшал фамильный герб Альбрехтов. В это же время имение было расширено за счет выкупа земель Ретельской мызы с деревнями Вердево (ныне Вердия), Матигодока (ныне Матовка), Русская Россия, Ундово и Шведская Россия. Также были сооружены подземные лабиринты, выходы из которых располагались у дома, у родовой усыпальницы и в парке.
В 1839 году усадьбу унаследовал генерал-майор Карл Иванович Альбрехт. При нём строится ряд каменных хозяйственных построек: в восточной части имения амбар, в северо-западной — сарай, а также дом с молочной, контора, ледник и деревянный жилой дом.
Последним владельцем родового имения был Пётр Карлович Альбрехт. При нём также строились некоторые сооружения и здания: в 1860 году построена двухэтажная конюшня, в 1870 году — каретник и ледник, в 1885 году — новая конюшня, а также три одноэтажных жилых здания.
В 1893 году владелицей усадьбы становится представительница астраханского купеческого рода Нина Александровна Сапожникова. Она поделила имение между двумя дочерьми: Марией — женой архитектора Леонтия Николаевича Бенуа и Ольгой — женой Александра Ивановича Мейснера. В начале XX века сестры активно развивали имение, были построены: в 1900 году — скотный двор, в 1902 году — хлев, в 1903 году — оранжерея, а также некоторые другие здания.
Семьи Мейснеров и Бенуа владели имением вплоть до 14 декабря 1918 года, после чего имущество было национализировано. В 1920 году была составлена опись имущества. Согласно данной описи на территории бывшего имения находится 46 построек, в том числе 16 каменных. После национализации земли отданы совхозу «Котлы». В усадебном доме разместился клуб. В 1930-х годах была вскрыта родовая усыпальница Альбрехтов, из склепа извлечены останки. В 1937 году в усадьбе разместили воинскую часть.
Большой ущерб усадьба и парк получили в годы Великой Отечественной войны. На территории имения располагался немецкий штаб, лагерь военнопленных, рядом с Церковью Николая Чудотворца — немецкий аэродром. В 1944 году немцы взорвали усадебный дом, был разрушен парковый фасад.
В 1950-х годах здание реконструировали, облик усадьбы стал значительно более скромным. В этот же период был разрушен каменный мавзолей над родовой усыпальницей. После войны усадьба снова была отдана воинской части. С 1950 по 1979 годы в усадебном доме находилась Котельская средняя школа, в здании конюшни 1860 года — школа-интернат, в конюшне 1885 года — столовая, актовый и спортивный залы и мастерские, скотный двор 1900 года и оранжерея 1903 года объединены и использовались в качестве складов. Затем все здания опустели. В 1985 году территорию передали НПО «Сигнал».
В 2001 году обрушились стены усадебного дома. 30 мая 2009 года рухнул передний фасад.
По состоянию на начало XXI века все постройки, кроме церкви и часовни, руинированы.